# Раджпути

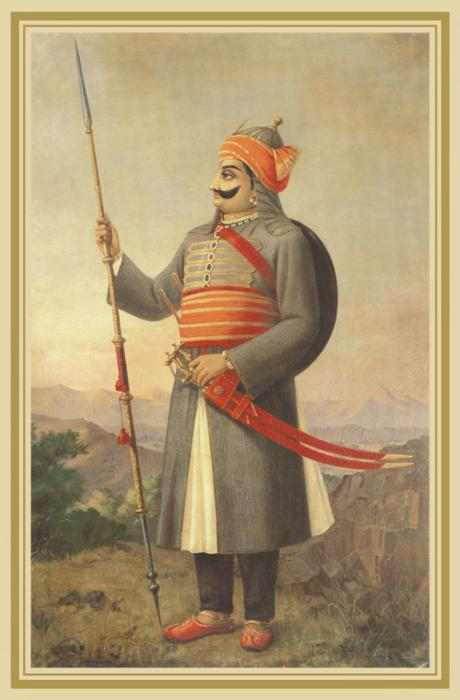
Махарана Пратап, раджпутський правитель 16 століття, що успішно відбив багато атак могола Акбара Великого, завойовник Мевара.

Раджпути (гінді राजपूत, англ. rajputs) — каста землевласників та військовиків на північному заході Індії, переважно у Раджпутані («землі раджпутів»), загальною чисельністю близько 17 млн. 
Раджпути зарекомендували себе добрими вояками, що багато з них і зараз служать у Збройних силах Індії, а історично — у збройних силах багатьох держав, що існували на території Індії. Раджпути досягли найбільшого значення між 9 та 11 століттями, коли раджпутські клани керували більшістю держав регіону. На момент отримання Індією незалежності, під їх владою було приблизно 400 князівств, а близько 600 були залежними від Британської Індії. 
Термін «раджпут» походить від санскритських слів раджа — «монарх» і путра (पुत्र) — «син», пізніше сполучення цих слів було скорочене до «раджпут». Раджпути називають себе потомками кшатріїв-аріїв, хоча впродовж століть до касти примішалися багато вихідців з нижчих каст та завойовників з Центральної Азії.

## Найвпливовіші клани
- Чаухан
- Томар
- Гаґавадали
- Соланка
- Парамара
- Гухілота
- Калачура
- Чандела